# 埃尔福特

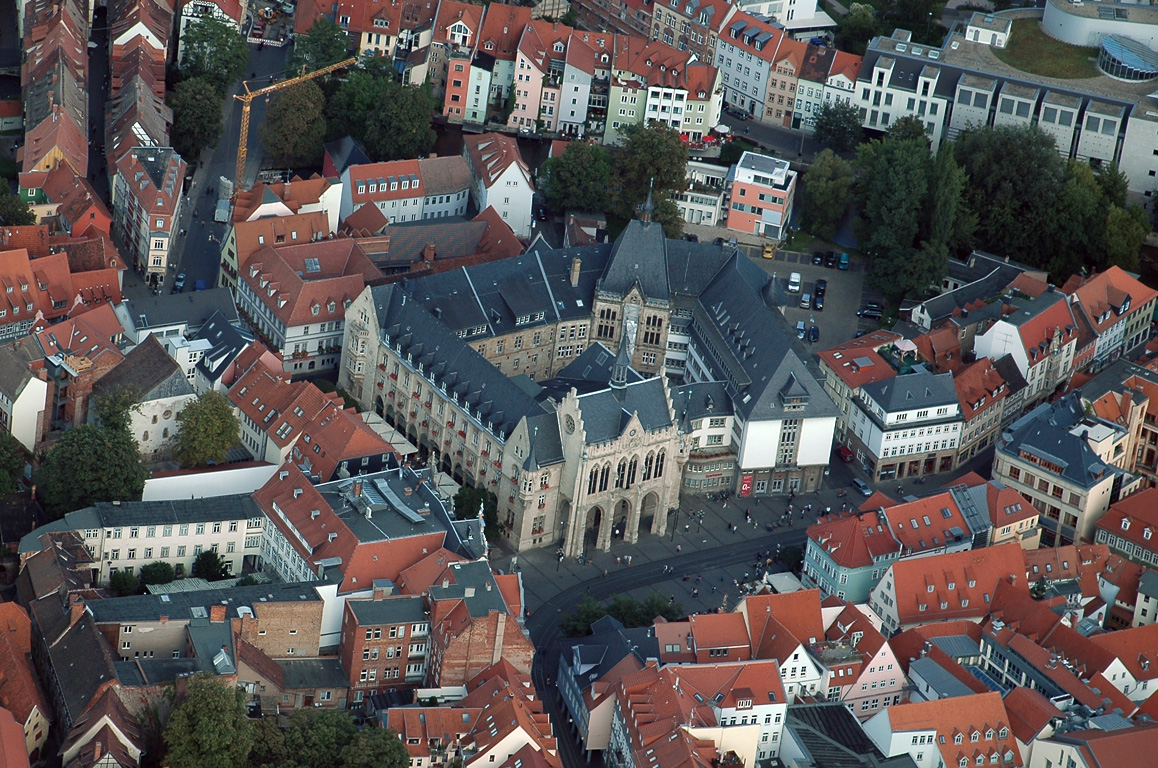
埃尔福特市區

埃尔福特（德語：[ˈɛʁfʊʁt] ⓘ）是德国中部的一个城市。它是图林根州的首府，并是一个有196,500人口的制造业中心。
埃尔福特东北100公里是莱比锡，向西113公里是卡塞尔和向西北180公里是汉诺威。向外联系则可从慕尼黑转机往埃尔福特机场。

## 地理
埃尔福特位于图林根盆地的南部边缘，位于温斯特鲁特河支流格拉河的宽阔山谷中。市区南部是施泰格森林（Steigerwald）。市区南北延伸距离约为21公里，东西为22.4公里。因为介于盆地跟森林的地形，埃尔福特北部海拔较低（158米），东南海拔最高（430米）。当地最重要的格拉河流经市区和东部，最终流入易北河。
埃尔福特东侧是魏玛，西侧是哥达，南侧是阿恩施塔特，北侧是瑟默达，这四个城市距离埃尔福特都是20公里。附近比较大的城市包括莱比锡、哈勒、耶拿、卡塞尔、哥廷根、法兰克福和纽伦堡。由于埃尔福特位于德国地理中心东南方约50公里，因此可以称之为德国的“中心城市”。跟德国东部的很多城市类似，埃尔福特没有明显的郊区，也不存在大都会区。不过埃尔福特与魏玛、耶拿等城市具有相当密切的联系，并构建了各种区域合作体系。所以说埃尔福特的定位介于大都会区中心城市和区域中心城市之间。
埃尔福特在二战期间受到的损失较少，因此遗留下来众多建筑物，城区也显得相对拥挤。埃尔福特的空地也得到了妥善的重建，并且在郊区设立了一些休闲区域，比如说施泰格森林以及ega-Park等等，市区还有两片森林，分别是东南部的维尔罗德森林（Willroder）和西北部的夏德罗德森林（Schaderoder Grund）。其他的一些未开发区域主要用于农业耕作。城市北部还有埃尔福特湖，由多个小型的砾石坑湖组合而成。

### 气候
埃尔福特的气候特点跟它所处的地理位置有重大关系，它正好介于图林根盆地南端，同时周围是图林根森林的低海拔山脉，这些山脉会产生背风效应，导致当地气候相当干旱。根据当地气象台的气象记录，埃尔福特年平均降雨量仅为500毫米，与哈雷、马格德堡一同成为德国最干旱的城市。一般来说，最干燥的月份是在1月份，而主要的降雨月份是在6月，是1月降雨量的2.7倍。1961年到1990年，埃尔福特年平均气温为7.9℃。
| 埃尔福特 (1981–2010) | 埃尔福特 (1981–2010) | 埃尔福特 (1981–2010) | 埃尔福特 (1981–2010) | 埃尔福特 (1981–2010) | 埃尔福特 (1981–2010) | 埃尔福特 (1981–2010) | 埃尔福特 (1981–2010) | 埃尔福特 (1981–2010) | 埃尔福特 (1981–2010) | 埃尔福特 (1981–2010) | 埃尔福特 (1981–2010) | 埃尔福特 (1981–2010) | 埃尔福特 (1981–2010) |
| 月份                 | 1月                  | 2月                  | 3月                  | 4月                  | 5月                  | 6月                  | 7月                  | 8月                  | 9月                  | 10月                 | 11月                 | 12月                 | 全年                 |
| -------------------- | -------------------- | -------------------- | -------------------- | -------------------- | -------------------- | -------------------- | -------------------- | -------------------- | -------------------- | -------------------- | -------------------- | -------------------- | -------------------- |
| 平均高温 °C（°F）    | 2.3 (36.1)           | 3.3 (37.9)           | 8.0 (46.4)           | 13.1 (55.6)          | 17.7 (63.9)          | 20.4 (68.7)          | 23.2 (73.8)          | 23.1 (73.6)          | 18.4 (65.1)          | 13.1 (55.6)          | 6.9 (44.4)           | 2.9 (37.2)           | 12.7 (54.9)          |
| 平均低温 °C（°F）    | −3.1 (26.4)          | −2.9 (26.8)          | 0.3 (32.5)           | 3.3 (37.9)           | 7.5 (45.5)           | 10.4 (50.7)          | 12.5 (54.5)          | 12.3 (54.1)          | 9.1 (48.4)           | 5.4 (41.7)           | 1.4 (34.5)           | −2.0 (28.4)          | 4.5 (40.1)           |
| 平均降雨量 mm（）    | 24.1 (0.95)          | 25.5 (1.00)          | 39.1 (1.54)          | 42.1 (1.66)          | 63.9 (2.52)          | 57.1 (2.25)          | 72.8 (2.87)          | 54.4 (2.14)          | 46.8 (1.84)          | 34.7 (1.37)          | 43.4 (1.71)          | 35.1 (1.38)          | 539 (21.23)          |
| 月均日照時數         | 60.9                 | 79.2                 | 118.3                | 173.0                | 211.0                | 209.2                | 223.4                | 208.6                | 153.4                | 117.2                | 60.5                 | 44.6                 | 1,659.3              |
| 来源：Météoclimat    |                      |                      |                      |                      |                      |                      |                      |                      |                      |                      |                      |                      |                      |

## 历史

### 史前历史
埃尔福特附近最早的人类定居遗迹可以追溯到公元前100000年的旧石器时代，并且延续到了新石器时代。2000年在修建联邦高速公路的时候在埃尔福特西侧的弗里恩施泰特（Frienstedt）发现了一个大型的日耳曼人定居点遗址，时间预计到480年左右。2001年到2003年，对这个遗址进行了系统的挖掘，发现有200多枚罗马时代的硬币，还有150枚罗马陶器的碎片，200多根腓骨。最重要的发现是在祭祀竖井的山脊上面发现最早的古日耳曼语词汇（卢恩字母）表记“Kaba”（梳子）。

### 中世纪早期

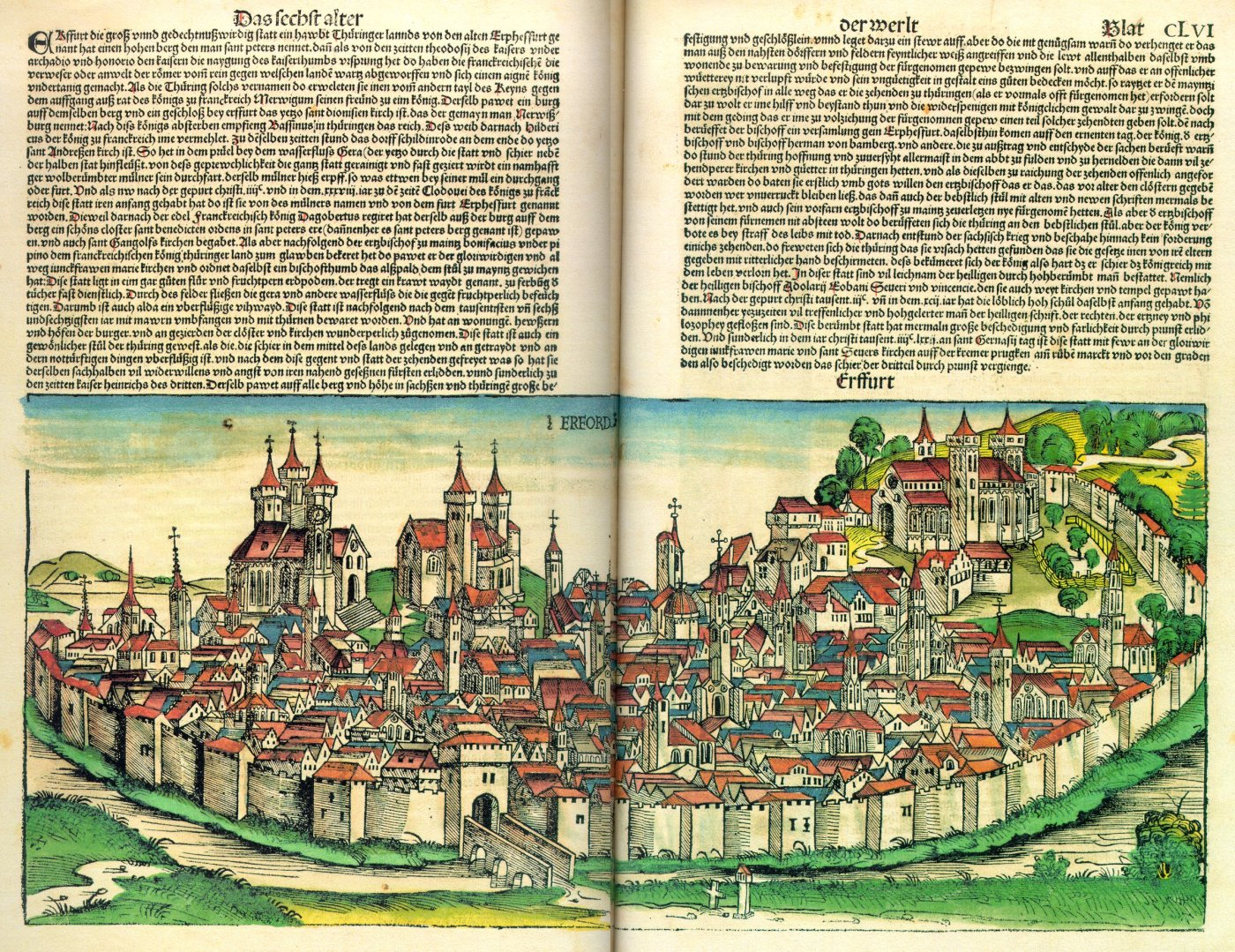
1493年的埃尔福特

最早关于埃尔福特这个名字的记录出现在公元742年，当地大主教圣波尼法爵（Boniface）写给圣匝加教皇的一封信中申请确认他已经祝圣的主教和教区席位，其中提到第三个地方被称为“Erphesfurt这个地方很久以前是异教徒农民的强化定居点……”。圣波尼法新创立的教区就被称为“埃尔福特教区”，之后在755年与美因茨教区合并，圣波尼法就任为美因茨的大主教，虽然不完全确定，但应该存在主教教堂（可能就在现在的主教座堂的位置）。公元805年，查理大帝宣布埃尔福特为边境贸易城市，可见其距离法兰克帝国的边境不远。在接下来的加洛林王朝和奥托王朝统治下，埃尔福特建造了一座王宫，遗址应该位于现在郊外的彼得斯贝格要塞。10世纪开始，美因茨大主教开始直接统治埃尔福特，并且一直延续到1803年。
中世纪时候，埃尔福特是欧洲东西长距离贸易的重要中转站，梅瑟大道（Messestraße）也被称为布拉班特大道，从莱比锡出发，经埃尔福特至科隆，最终抵达布拉班特公国。
埃尔福特在中世纪与犹太文化产生了重要接触。1094年，在当地建立了旧犹太教堂，现在欧洲现存最古老的犹太教堂。1998年，在发掘Michaelisstrasse的过程中，发现了著名的埃尔福特犹太宝藏，其中的文物是欧洲中世纪犹太文化的最重要证据之一。1349年，第一个犹太社区因黑死病被消灭。1354年第二个犹太社区出现，直到1453年左右，埃尔福特议会下令驱逐当地犹太人为止。
经过中世纪的发展，埃尔福特在14世纪和15世纪拥有18000到20000名居民，在德国境内规模可能仅次于科隆、纽伦堡和马格德堡。中世纪的埃尔福特拥有重要的经济、政治、文化影响力，同时也是神圣罗马帝国的贸易中心之一。早在1331年，埃尔福特市民从皇帝路易四世手中获得了交易会特权。
从13世纪开始，埃尔福特在人文教育中产生了深远意义，当地拥有的学生数量是德国最多的。14世纪，埃尔福特的通识教育机构是神圣罗马帝国境内最重要的教育机构。1392年，埃尔福特大学（Universität Erfurt）（本名：Universitas Studii Erfordiensis）正式创办，也是德国境内第三古老的大学（仅次于海德堡大学和科隆大学），如果以申办时间1379年计算的话，则是德国最古老的大学。

### 中世纪晚期
埃尔福特大学最著名的毕业生之一就是宗教改革家马丁·路德，他从1501年到1505年就读于这所大学，并且获得哲学系的硕士学位。宗教改革开始后，这座城市开始转向信仰新教福音派。1521年，任命了第一名新教牧师——格奥尔格·佩茨（Georg Petz）。1577年埃尔福特正式签署路德宗（信义宗）的协和信条。
1618年，美因茨大主教约翰·施魏克哈德·冯·克伦伯格与埃尔福特市签订了一些协议，确认了早先授予的宗教自由权，同时扩展到埃尔福特的乡村地区。同时也确认埃尔福特属于美因茨大主教的私人财产，并且排除了帝国在当地的财产。在三十年战争中，埃尔福特遭遇严重破坏，并且两次被瑞典军队占领，时间长达16年之久（瑞典人的统治持续到直到1650年）。三十年战争以威斯特伐利亚和约的签订宣告结束，但是并没有给这座城市的人民带来更多自由的权利。
1664年，美因茨选帝侯兼大主教约翰·菲利普·冯·舍恩博恩（Johann Philipp von Schönborn）率领法国和帝国的联合军队占领了这座城市，恢复了美因茨选帝侯的统治秩序。由美因茨大主教专门委派一名埃尔福特州长来对埃尔福特和艾希斯费尔德进行统治。为了抵御当地市民的反抗和新教的影响，约翰·菲利普在原来的彼得斯贝格的遗址上面修建了一座要塞。
1682年，埃尔福特经历了一场严重的鼠疫，超过半数居民死在这场灾难之中。
从1526年开始，埃尔福特当地就开始猎巫行动，虽然案件档位不全，但现在可以得到的信息是有20人被宣判为女巫，至少8人被杀。1705年，一名42岁的鹅女安娜·玛塔·豪斯贝格（Anna Martha Hausburg）遭到酷刑、斩首和焚尸。
1754年，美因茨选帝侯在这里成立实用科学院，是德国最早成立的三个科学院之一。

### 近代
根据1802年神圣罗马帝国颁布的特别帝国代表团主要决议（德语：Reichsdeputationshauptschluss），埃尔福特和附近的乡村地区并入普鲁士王国，作为该国在莱茵河左岸失去领土的补偿。不过之后拿破仑在耶拿战役中击败了普鲁士，法国军队趁势占领了埃尔福特和附近的要塞。1807年，拿破仑宣布埃尔福特和布兰肯海恩合并成为埃尔福特公国（Fürstentum Erfurt），属于皇帝直辖领地，而非属于莱茵邦联。
1814年，普鲁士、奥地利和俄罗斯的联军围攻埃尔福特，这座城市陷落，法国统治时期结束。1815年，根据维也纳会议的决议，埃尔福特再次归属于普鲁士王国。不过原公国的大部分领土（包括布兰肯海恩）被割让给了萨克森-魏玛-爱森纳赫大公国。当地居民经过拿破仑战争中生活艰难，来自英国的援助基金缓解了他们的燃眉之急，也是有史以来第一次重要的人道主义援助。19世纪中后期，埃尔福特大力发展园艺和育种产业。1900年，埃尔福特被誉为“花之城”（Blumenstadt）。

### 现代
1906年，埃尔福特人口突破10万人，德国加入一战之后，有3500多名埃尔福特公民在战事中死亡。一战结束后，新成立了图林根州（Land Thüringen），以魏玛为首府，但是由于普鲁士政府的反对，因此埃尔福特无法并包括在图林根州内，而是继续留在普鲁士的萨克森省。1929年，全球经济危机也波及到了埃尔福特，导致当地经济严重衰退。
1933年，纳粹党控制了埃尔福特，1938年，埃尔福特是第三帝国最大的驻军所在地。在水晶之夜中，当地的大犹太教堂被烧毁，大约有800名犹太居民被驱逐出境。根据联邦档案馆提供的纳粹迫害犹太人的资料，列出了当地447名犹太居民，他们要么被驱逐出境，要么直接谋杀。
二战期间，来自德国占领区大约有有10000-15000名战俘和平民被强制在该市的军械厂进行强制劳动。
二战后期，埃尔福特遭遇27次英国和美国空军的空袭，特别是在1945年4月。空袭一共投下了1100吨炸弹，导致1600名平民丧生，530座建筑物被完全摧毁（包括著名的圣奥古斯特修道院图书馆），2550座建筑物遭遇严重破坏。历史悠久的埃尔福特老城遭遇的空袭导致23000人失去了家园。市中心的教堂或多或少被炸弹或者炮火击中，其中巴尔菲瑟教堂在1944年11月被导弹炸毁，废墟留存至今作为战争纪念物。1945年4月初，英国皇家空军计划对埃尔福特进行集中地毯式轰炸，但因为美国地面部队的快速推进而取消。
1945年4月12日，在乔治·巴顿将军的指挥下，美国第三集团军成功占领了埃尔福特。7月1日，普鲁士政府正式停止运作。埃尔福特被分配到了图林根州。7月3日，根据1944年的伦敦议定书和雅尔塔会议的决议，埃尔福特被苏联红军接管，成为苏联占领区的一部分。
埃尔福特开始从战争的余波中回逐步恢复，当时市民协助军队清除街上的瓦砾，重启电车和煤气供应。根据盟军管制理事会第46号令的实施，普鲁士邦于1947年2月25日正式解散。图林根州议会决定以埃尔福特为图林根州首府。不过之后在德意志民主共和国政权下，图林根州在1952年解散，改成了三个区，其中埃尔福特是埃尔福特区的首府。
20世纪60年代，东德政府对埃尔福特市进行了大规模拆除和改造工作，在大规模建设新住宅区建筑的同时也破坏了在二战中勉强幸存下来以教堂塔楼为特色的城镇景观。安德雷亚街区（Andreasviertel）也在拆除的名单上面，但最终由于市民的抗议而被搁置。

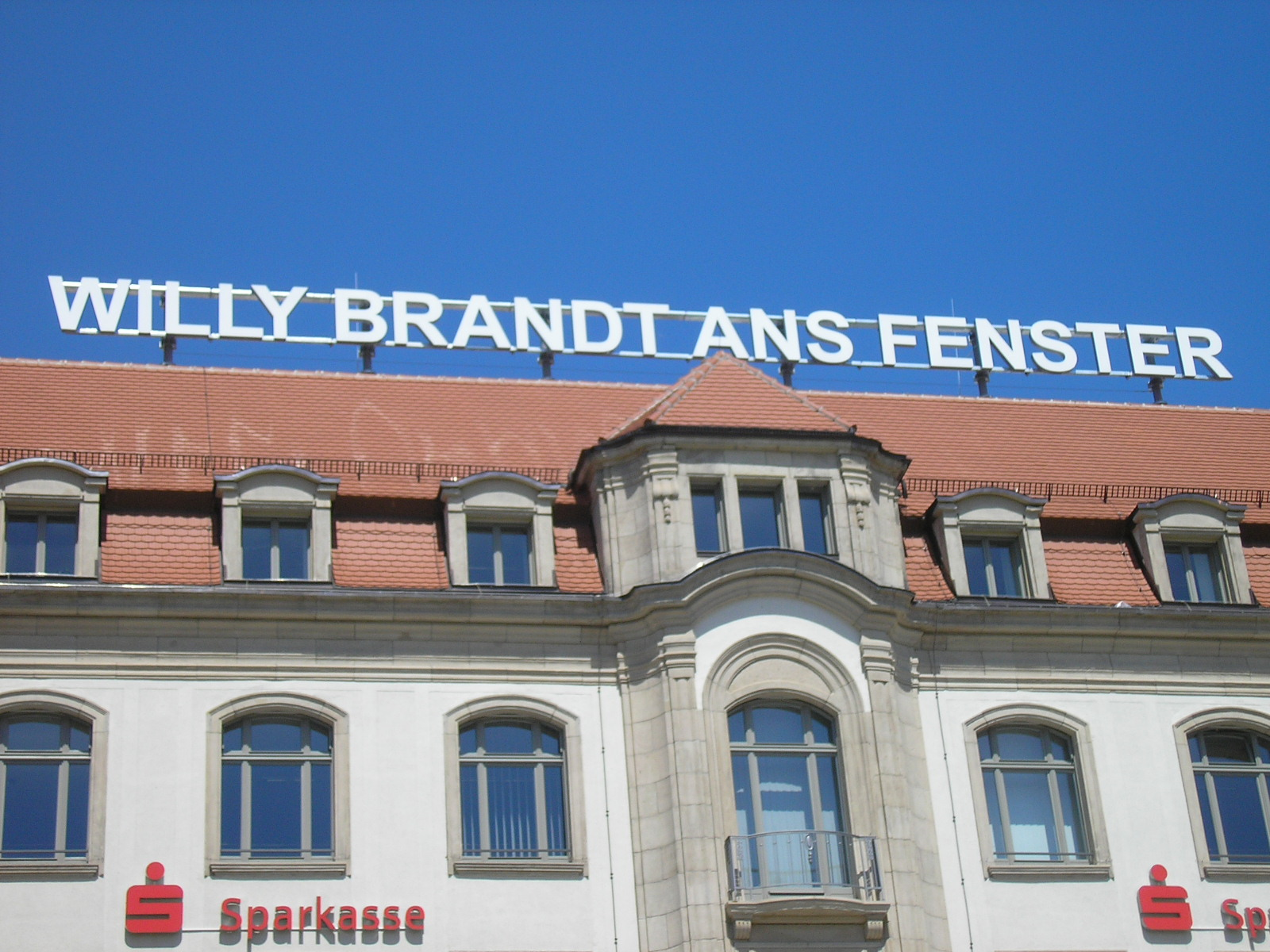
埃尔福特霍夫酒店上面的标语维利·勃兰特来到窗前Willy Brandt ans Fenster

1970年3月，德意志联邦共和国总理波维利·勃兰特和德意志民主共和国部长会议主席维利·斯多夫在埃尔福特举行首次两德首脑峰会。会面地点位于火车站对面埃尔福特霍夫酒店。当勃兰特出现的时候，在下面围观的人群高呼“维利！维利！维利·勃兰特来到窗前！（Willy Brandt ans Fenster!）”。这个口号至今被悬挂在酒店的楼顶以示纪念。
1975年，埃尔福特城内出现了一系列排外事件（埃尔福特骚乱），对象是受雇于多家当地企业的阿尔及利亚合同工人。德国人不仅在市中心区驱赶这群人，而且试图用铁条和木棍攻击他们。
1989年秋季，东德的局势已经很难保持稳定，埃尔福特当地也爆发了规模较大的游行示威活动，最终导向了导致东德政府垮台的和平革命。在图林根州重建之后，1991年州议会的表决中，超过半数的议员（49对39）支持将埃尔福特重新定为该州的首府。1994年，埃尔福特大学（Erfurter Universität）重建。同年，天主教埃尔福特教区重建（原为埃尔福特-迈宁根主教办公室）。

### 当代
德国统一之后，埃尔福特城市形象发生了重大的转变，很多老城区的建筑都得到了翻新，并建造了新的建筑。其中鱼市（Fischmarkt）的设计获得2014年的德国城市发展奖。
2002年4月26日，埃尔福特发生了震惊世界的谷登堡中学校园枪击案。这次枪击案是德国第一次发生校园枪击案。凶手是1名19岁的学生（Robert Steinhäuser），他杀死了11名教师，1名见习教师，1名秘书，2名学生和1名警察，最后他选择举枪自尽。
从20世纪90年代以来，埃尔福特开始出现有组织犯罪团体（黑手党组织），成员主要是来自意大利和亚美尼亚。2014年，当地黑社会涉嫌组织餐厅抢劫和纵火，以及街头枪战。
2016年，埃尔福特被欧洲新教共同体授予“欧洲改革之城”的荣誉称号。

## 人口
埃尔福特的人口大约在1880年超过5万，到1906年超过10万，成为一座主要城市。1945年12月的统计表明埃尔福特的人口是164998人。1973年，埃尔福特人口超过20万。1989年则达到历史最高水平的22万人。
两德统一后，埃尔福特人口开始下降（大约减少了2万人），从2003年开始埃尔福特的人口开始回升。在原东德较大的城市中，埃尔福特的人口发展最为稳定。
2019年12月31日的统计数据，埃尔福特人口为214417人，其中男性104630人，女性109787人。其中外籍居民为18811人，占比为8.8%。

## 政治

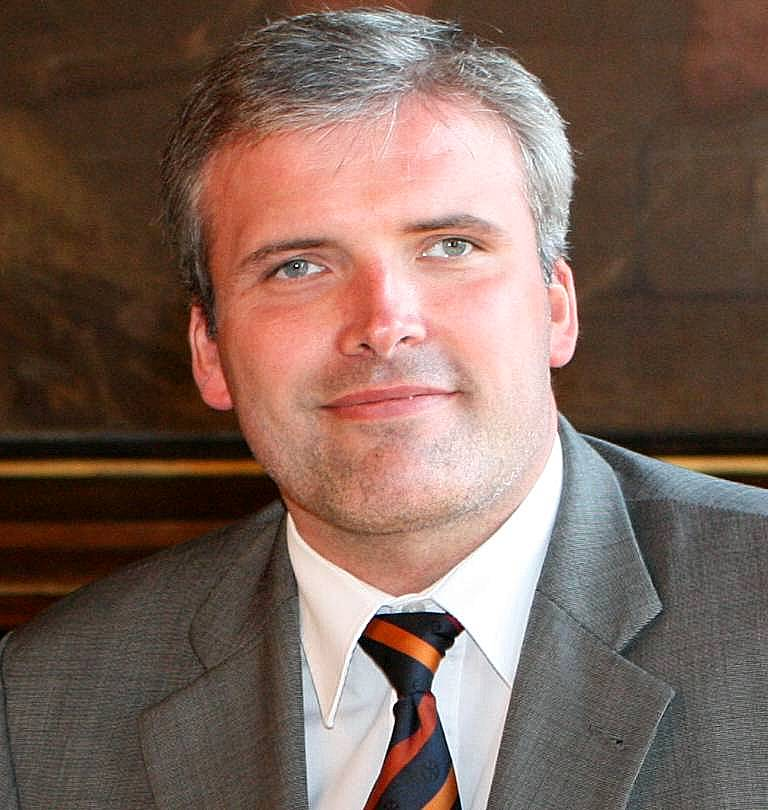
埃尔福特市长A·鲍泽魏因

从2009年以来，埃尔福特在德国联邦议院的代表是安蒂耶·蒂尔曼（Antje Tillmann），她隶属于基督教民主联盟（CDU）。

### 市议会
埃尔福特市议会（Stadtrat）共有50个议员席位。在1990年创建之初，市议会有160个席位（德国最大的市议会）。现在的议席数量是1994年确定的。
2019年图林根州地方选举之后，基民盟是市议会中的第一大党（10席），其次是社会民主党（9席），左翼党排名第三（8席）。

### 市长
从1817年开始，埃尔福特第一次设立市长的职位。他由市民直选产生。现任市长是安德雷亚斯·鲍泽魏因（Andreas Bausewein），隶属于社会民主党，他于2006年就任至今。

## 文化
马丁·路德曾于埃尔福特大学读书，并获得学士和硕士学位。他以修士的身分在1505年-11年住在埃尔福特。
埃尔福特亦是巴赫其中一个侄子，约翰·伯恩哈德·巴赫（Johann Bernhard Bach，1676年-1749年）、巴赫的父亲约翰·安布罗修斯·巴赫（Johann Ambrosius Bach，1645年-1695年）、埃克哈特大师（Meister Eckhart）和社会学家马克斯·韦伯 （Max Weber，1864年-1920年）的出生地。

### 剧院
埃尔福特剧院的新址（位于布吕尔街区）于2003年开放。剧院一共开放座位800个，每年组织250场演出活动。埃尔福特爱乐乐团也在这里进行表演。除了埃尔福特剧院以外，另有一家魏德施派希尔剧院，提供木偶剧表演。

### 博物馆
埃尔福特拥有不少著名的博物馆，代表性的有：
- 埃尔福特市博物馆（ Stadtmuseum Erfurt），1974年开放，重点展示马丁·路德相关的内容以及埃尔福特在中世纪晚期至现代早期的历史。
- 安盖尔博物馆（ Angermuseum），成立于1886年，是埃尔福特最早开放的博物馆，主要是作为艺术史博物馆。展示了图林根州最重要的中世纪艺术收藏品和20世纪众多图形作品和手工艺作品。还有表现主义画家埃里希·黑克尔（Erich Heckel）的一些作品。
- 埃尔福特自然历史博物馆（Naturkundemuseum Erfurt）位于鱼市附近，成立于1922年，1995年迁至现址。主要是展示图林根州的动植物群和地质信息。
- 德国园艺博物馆（ Deutsche Gartenbaumuseum）是egapark的一部分，成立于1961年，重点展示中欧园艺产业和园艺艺术的发展。
- 图林根民族志博物馆（ Museum für Thüringer Volkskunde Erfurt）展示了几个世纪以来埃尔福特和附近地区日常生活和社会文化的发展变迁。
- 旧犹太教堂（英语：Old Synagogue (Erfurt)）（Alte Synagoge）位于鱼市附近，2009年开放，展示了著名的埃尔福特宝藏（英语：Erfurt Treasure）和中世纪重要的犹太著作。

### 体育
厄廷格火箭（Oettinger Rockets）是德国篮球联邦联赛的职业篮球俱乐部，它的主场位于埃尔福特展览中心附属的竞技场。
埃尔福特的足球俱乐部红白埃尔福特（FC Rot-Weiß Erfurt），曾经获得过两次东德顶级联赛冠军，目前正参加德国第四级别的东北高级联赛，它的主场是施泰格瓦尔德球场，可容纳20000名观众。
其他当地比较流行的体育项目包括田径、滑冰、自行车、游泳、手球、排球和网球等。

### 教育
两德统一之后，教育系统进行了重组。1816年关闭的埃尔福特大学于1994年重建，重点关注社会科学、现代语言、人文和教师培训领域。新的埃尔福特大学拥有6000多名学生，包括四个学院、一个高级研究中心（以社会学家马克斯·韦伯命名）和三个学术研究机构。埃尔福特大学同时也参加国际学生交流计划。
埃尔福特应用科学大学（Fachhochschule Erfurt）成立于1991年，提供社会工作、社会教育、商业研究以及工程等学科的培训和实践。一共有6个学院5000名学生，其中园林与园艺学院是德国顶尖水平。
巴德洪内夫-波恩国际应用科学大学是一所私立大学，专注于商业和经济领域。
世界著名的包豪斯设计学院位于附近的魏玛，成立于1919年，距离埃尔福特有20公里。包豪斯学院的建筑是德国世界遗产的一部分，目前由德国包豪斯大学使用，该大学专门教授设计、艺术、媒体、技术等相关学科。
埃尔福特还有一所体育学院（Sportgymnasium），属于精英寄宿学校，主要培养田径、游泳、滑冰或者足球方面的年轻俊才。

### 媒体
德国国家公共电视儿童频道KiKa总部位于埃尔福特。
MDR，即中部德国广播公司在埃尔福特设立有广播中心和演播室。
图林根综合报（Thüringer Allgemeine）是一家州际性的报纸，总部位于埃尔福特。

## 建筑

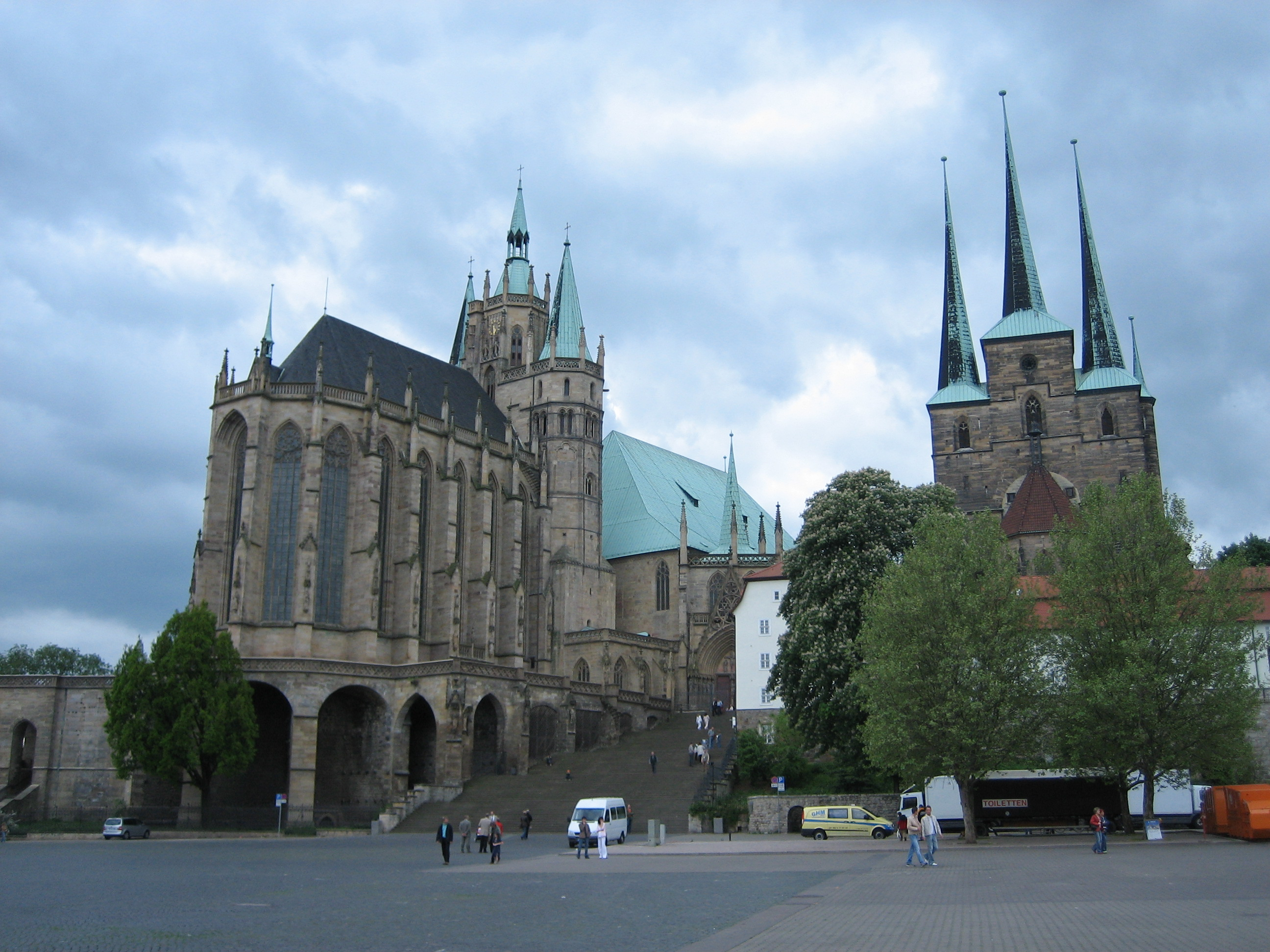
埃尔福特大教堂

### 宗教建筑
由于城内拥有众多的教堂和修道院，埃尔福特在中世纪时期的昵称是“图林根的罗马”。现在，老城区内有22座教堂（最多的时候拥有38座教堂），整个市区有30座教堂，算上郊区则有72座教堂。城中最有名的教堂就是位于教堂广场上面的主教座堂（圣玛利亚教堂）和圣西弗勒斯教堂，两座教堂交相辉映，形成了壮观的景色。主教座堂所属的Gloriosa钟俗称埃尔福特大钟，是世界上最大的可以自由摆动的中世纪古钟，在教堂重要活动的时候它会被敲响。
除此之外，巴尔菲瑟教堂建成于1231年，曾经属于方济会修道院。这座教堂在1944年的盟军轰炸中大部分结构被摧毁。现在当地政府有计划进行翻新和修复，预算高达200万欧元。另外每年夏天在教堂的露天废墟中会进行戏剧表演。
艾吉丁教堂位于小市场，紧邻克雷默桥，当时作为桥头堡有两座教堂，但只有艾吉丁教堂留存至今。教堂内一扇无障碍大门可以直接通往克雷默桥，同时可以登上教堂的塔楼，饱览埃尔福特老城区的景观。
奥古斯丁修道院成立于1277年，与马丁·路德关系非常密切。从埃尔福特大学毕业后，马丁·路德加入该修道院成为修士。他在这里从1505年一直待到1511年，并在1507年被正式任命为神父。目前的奥古斯丁修道院主要作为国际会议场所。另外在夏季，在修道院的文艺复兴式庭院中也会举行音乐会或者戏剧表演。

### 世俗建筑
克雷默桥（Krämerbrücke），直译为商人之桥，是埃尔福特最著名的旅游景点之一，这座桥建立于15世纪，桥上面被住宅建筑覆盖，这在阿尔卑斯山以北可谓是独一无二，目前这些房子仍在使用，主要是一些工艺品和纪念品的商店。
教堂广场（Domplatz）是埃尔福特最大的广场，这是德国最大的集市广场之一。西侧是主教座堂和圣西弗勒斯教堂。北侧是法院，东侧和南侧是现代早期的贵族房屋。在每年12月，教堂广场会举办圣诞市场。在夏天则会举办露天戏剧节。
鱼市（Fischmarkt）是埃尔福特市中心的中央广场，周围环绕着文化复兴风格的贵族房屋以及市政厅。市政厅是一座新哥特式建筑。广场中央的雕像名为Römer，是城市独立的象征，竖立于1591年。
小市场（Wenigemarkt）位于格拉河东侧，周围环绕着现代早期贵族和商人的房屋。广场周围有各种咖啡馆和酒吧。旁边的Futterstraße上面有一间Kaisersaal（皇帝沙龙）的大楼，主要是纪念这里在1808年举行了拿破仑主持的埃尔福特会议。
安盖尔（Anger）是德语中乡村绿地的意思，是城市东部一个比较重要的广场，几乎所有的电车线路都连接到这里，它在20世纪成为埃尔福特新的市中心，拥有很多非常重要的建筑。北侧是邮局，东北部有马丁·路德的纪念碑，建立于1889年。著名的“Anger 1”百货大楼位于此地，另外还有埃尔福特艺术史博物馆（也称为安盖尔博物馆）。广场的西侧是19世纪后期建立的一些大型企业。
维利·勃兰特广场是中央车站通往市中心的必经之路，以西德前总理勃兰特命名，著名的埃尔福特霍夫酒店就位于这里。1970年著名的两德埃尔福特峰会就在酒店里举行。广场西侧是旧埃尔福特车站的相关建筑，包括钟楼和图林根铁路公司的旧办公室。

### 防御工事

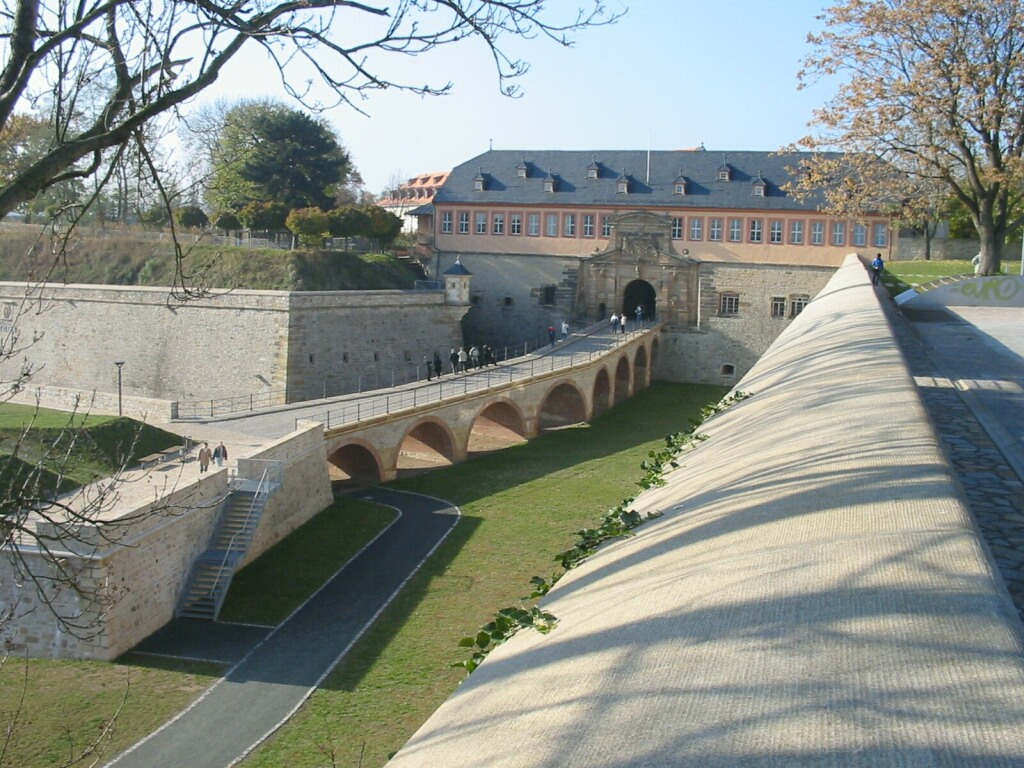
彼得斯贝格要塞

从1066年开始，埃尔福特就修建了一道坚固的城墙保卫自己，到1168年，城墙延伸到了现在彼得斯贝格山的西侧。
1871年德国统一之后，埃尔福特成为德意志帝国的一部分，附近的萨克森王国和巴伐利亚王国都不再是威胁，因此当局决定拆除城墙。目前只剩下一小段残存的城墙遗迹。
彼得斯贝格要塞是欧洲最大且保存最完好的城市要塞之一，占地36公顷，位于市中心西北部，它建立于1665年，直接位于彼得斯贝格山上，一直以来作为军事据点而使用，直到1963年为止。1990年开始，市政府对其进行了修复工作，并且作为历史遗迹而向公众开放。

## 经济

### 农业
农业在埃尔福特拥有悠久的历史传统。中世纪，此地主要种植禾木。进入近代之后，园艺产业和育种产业得到了重点的发展，至今仍然对当地经济的贡献仍然十分重要。埃尔福特的农业用地还用来种植各种水果（苹果、草莓等）和蔬菜（花椰菜、土豆等）。

### 工业
埃尔福特的工业化开始于19世纪中期，并且一直稳步发展至第一次世界大战时期。重点的工业包括发动机制造、制鞋、造枪、电子技术等等，该市没有绝对意义上的支柱产业。1945年东德建立，这些企业相继被政府收归国有，导致其中一些企业陷入颓势。在两德统一之后，几乎所有的企业和工厂都关闭了，原因是他们无法适应新的自由市场经济。20世纪90年代初期，联邦政府开始资助新的企业发展，最终在2006年左右成功稳定了经济局势，并且创造一些新的就业机会。整体而言，埃尔福特目前主要的工业包括电子技术、半导体和光伏。另外还有发动机生产、食品生产和著名的Braugold啤酒厂等企业。
中国电池制造商和技术公司宁德时代在埃尔福特有制造基地。

### 服务业
埃尔福特拥有德国区域规划中“超中心”（Oberzentrum）的地位，因此非常专注于提供区域性的公共服务产业，包括医院、大学、研究机构、贸易展览以及零售业等等。埃尔福特同时作为图林根州的首府，因此拥有图林根州级别的行政机构以及一些全国性的主管部门。埃尔福特也是德国中部物流配送业务的核心区域。埃尔福特贸易展览会同样具有一定的国际国内影响力。
考虑到埃尔福特拥有不少著名的历史景点，旅游业获得了长足的发展。酒店拥有4800张床位，2012年有45万名在当地过夜的游客。但大多数参观埃尔福特的游客基本上都是国内一日游。在圣诞市场期间，每年能吸引200万游客来到此地。

## 运输

### 地面交通
埃尔福特通过ICE网络与其他城市进行连接，其中距离柏林约1.5小时，法兰克福2.5小时，德累斯顿2小时，莱比锡45分钟。2017年开通了通往慕尼黑的ICE，使得两地之间的行程只需要2.5小时。在埃尔福特乘坐区域火车可以到达魏玛、耶拿、哥达、艾森纳赫、巴特朗根萨尔察、马格德堡、诺德豪森、哥廷根、米尔豪森、维尔茨堡、迈宁根、伊尔梅瑙、阿恩施塔特和格拉。
两条高速公路在埃尔福特附近相交，分别是4号联邦高速公路（A4）和71号联邦高速公路（A71）。除了这两条以外，还有两条联邦公路（Bundesstraße）可以连接埃尔福特，分别是B7（与A4平行）和B4（连接诺德豪森）。埃尔福特内城大部分地方都是禁止汽车进入的步行区。
埃尔福特的公共交通系统是以区域为范围的Erfurt Stadtbahn。该网络建立于1883年，原为有轨电车系统，到1997年升级为轻轨系统，目前一共有6条线路可以使用。埃尔福特还运营一个公交系统，将人口稀少的外围地区与市中心进行连接，由SWE EVAG（隶属市政府）进行组织和运营。无轨电车从1975年之后就不再使用了。

### 空中交通
埃尔福特与魏玛合用一个机场，即埃尔福特-魏玛机场，位于市中心以西3公里处，可以通过Stadtbahn跟埃尔福特中央火车站相连。从1990年代开始，这座机场业务得到了较大规模的扩展，主要是针对圣诞假期飞往地中海城市和伦敦的航班。其他可以快速抵达埃尔福特的机场包括法兰克福国际机场（火车2小时直达）以及莱比锡/哈雷机场（半小时内抵达）。

## 友好城市
- 匈牙利杰尔（1971年）[6]
- 立陶宛维尔纽斯（1972年）[7]
- 波蘭卡利什（1982年）[8]
- 美国堪薩斯州肖尼（1993年）[9]
- 中华人民共和国徐州（2005年）